# Футпринтинг ДНК
Футпринтинг ДНК (англ. DNA footprinting) — метод поиска в структуре ДНК последовательностей связывания ДНК-связывающих белков. Данный метод используют для изучения взаимодействия белков с ДНК как in vitro (с выделенными из клеток ДНК-белковыми комплексами), так и in vivo (в физиологических условиях, внутри клетки).
Например, факторы транскрипции связываются с промоторами, энхансерами или сайленсерами и регулируют экспрессию отдельных генов в геноме. Метод футпринтинга ДНК позволяет установить последовательности ДНК, с которыми связываются данные регуляторные белки. Метод также пригоден и для быстрого поиска (скрининга) специфических белков, связывающихся с определённой последовательностью ДНК.
Своё название метод получил от английского слова «footprint», обозначающего отпечаток ноги или след..

## История
В 1978 году Дэвид Галас и Альберт Шмитц разработали метод футпринтинга ДНК для изучения специфичности связывания белка-репрессора с лактозным опероном. Метод футпринтинга был основан на методе секвенирования Максама-Гилберта.

## Метод

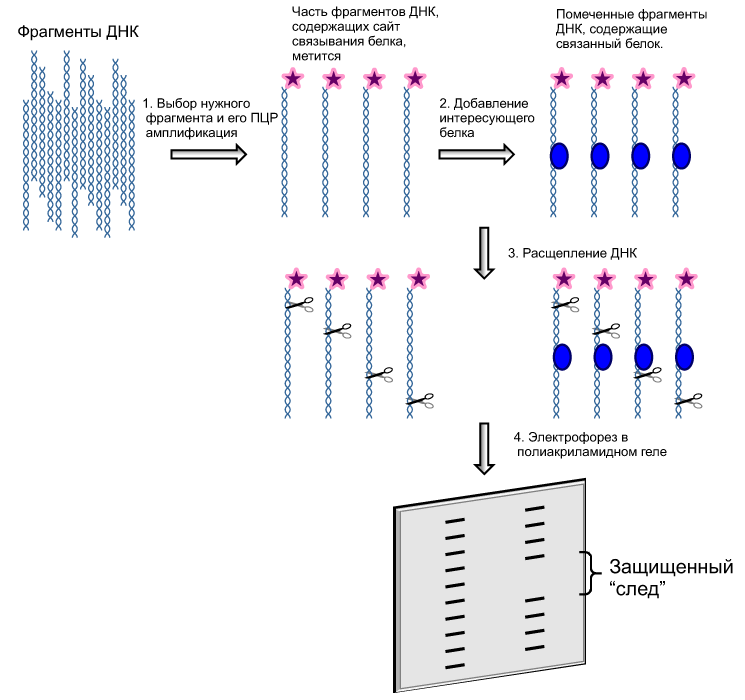
Рисунок 1. Схема эксперимента по футпринтингу ДНК

Наиболее простым применением данного метода является установление того, связывается ли белок с тем или иным районом ДНК.
1. При помощи полимеразной цепной реакции (ПЦР) амплифицируют и метят необходимую последовательность ДНК, которая является вероятным сайтом связывания белков. Идеальный размер ампликона в таком случае составляет от 50 до 200 оснований.
2. Добавляют исследуемый белок, при этом часть ДНК оставляют интактной для последующего сравнения
3. Добавляют разрезающий агент — химической или ферментативной природы. Разрезающий агент случайным образом вносит разрывы в ДНК. Условия реакции подбирают таким образом, чтобы каждая цепочка ДНК была разрезана лишь в одном месте. Белок, который специфически связывается с последовательностью нуклеотидов ДНК, защищает участок связывания от разрезания.
4. Продукты деградации ДНК разделяют при помощи электрофореза в полиакриламидном геле. Фрагменты ДНК, с которыми не был связан белок, будут разрезаны в случайных местах и в геле будут распределяться в виде «лестницы». Фрагменты ДНК, с которыми связывается белок, будут защищены от разрезания и будут образовывать отпечаток, след (англ. footprint) на такой «лестнице». Одновременно с футпринтингом может быть произведено секвенирование ДНК методом Максама-Гилберта, при этом будет установлена последовательность нуклеотидов, с которыми связывается соответствующий белок.

### Мечение
Анализируемые молекулы ДНК для определения расположения сайта связывания белка могут быть помечены отдельно с 3'- и с 5'-конца. Используют метки:
- Радиоактивные метки традиционно используют для мечения фрагментов ДНК для футпринтинга, данный способ мечения был разработан на методики секвенирования ДНК по Максаму-Гилберту. Данный вариант является очень чувствительным, при помощи радиоактивной метки можно визуализировать малые количества ДНК.
- Флюоресцентные метки являются заменой опасным радиоактивным. Однако, флюоресцентное мечение является менее чувствительным методом визуализации ДНК, и низкие концентрации продуктов футпринтинга не могут быть детектированы. Для визуализации продуктов, меченных флюорофорами используют секвенирующие гели и методы капиллярного электрофореза.[3]

### Разрезающий агент
В качестве разрезающего агента для деградации исследуемой ДНК применяют ДНКазу I типа, реактив Фентона, ультрафиолетовое облучение.